# Алапага (Джорджія)
Алапага (англ. Alapaha) — місто (англ. town) в США, в окрузі Беррієн штату Джорджія. Населення — 481 особа (2020).

## Географія
Алапага розташована за координатами 31°22′59″ пн. ш. 83°13′25″ зх. д. / 31.38306° пн. ш. 83.22361° зх. д. (31.383134, -83.223703).  За даними Бюро перепису населення США в 2010 році місто мало площу 2,66 км², уся площа — суходіл.

### Клімат
| Клімат : Алапага      | Клімат : Алапага | Клімат : Алапага | Клімат : Алапага | Клімат : Алапага | Клімат : Алапага | Клімат : Алапага | Клімат : Алапага | Клімат : Алапага | Клімат : Алапага | Клімат : Алапага | Клімат : Алапага | Клімат : Алапага | Клімат : Алапага |
| Показник              | Січ.             | Лют.             | Бер.             | Квіт.            | Трав.            | Черв.            | Лип.             | Серп.            | Вер.             | Жовт.            | Лист.            | Груд.            | Рік              |
| Середній максимум, °C | 17,3             | 18,3             | 21,9             | 25,9             | 29,9             | 32,6             | 33,2             | 33,2             | 31,3             | 26,9             | 21,7             | 17,6             | 25,8             |
| Середній мінімум, °C  | 4,1              | 4,9              | 8,2              | 11,9             | 16,2             | 19,9             | 21,2             | 21,0             | 18,8             | 12,8             | 7,1              | 4,2              | 12,6             |
| Норма опадів, мм      | 94               | 112              | 114              | 94               | 97               | 122              | 147              | 135              | 104              | 53               | 46               | 97               | 1214             |
| --------------------- | ---------------- | ---------------- | ---------------- | ---------------- | ---------------- | ---------------- | ---------------- | ---------------- | ---------------- | ---------------- | ---------------- | ---------------- | ---------------- |
| Джерело: Weatherbase  |                  |                  |                  |                  |                  |                  |                  |                  |                  |                  |                  |                  |                  |

## Демографія
Згідно з переписом 2010 року, у місті мешкало 668 осіб у 290 домогосподарствах у складі 180 родин. Густота населення становила 251 особа/км².  Було 364 помешкання (137/км²).
Расовий склад населення:
| - 61,5 % — чорних або афроамериканців - 36,2 % — білих - 0,1 % — корінних американців - 0,1 % — азіатів - 1,5 % — осіб інших рас |

До двох чи більше рас належало 0,4 %. Частка іспаномовних становила 3,4 % від усіх жителів.
За віковим діапазоном населення розподілялося таким чином: 23,7 % — особи молодші 18 років, 58,8 % — особи у віці 18—64 років, 17,5 % — особи у віці 65 років та старші. Медіана віку мешканця становила 40,0 року. На 100 осіб жіночої статі у місті припадало 84,5 чоловіків;  на 100 жінок у віці від 18 років та старших — 80,2 чоловіків також старших 18 років.
Середній дохід на одне домашнє господарство  становив 43 937 доларів США (медіана — 37 500), а середній дохід на одну сім'ю — 56 819 доларів (медіана — 49 479). Медіана доходів становила 46 964 долари для чоловіків та 31 731 долар для жінок. За межею бідності перебувало 27,6 % осіб, у тому числі 21,7 % дітей у віці до 18 років та 33,6 % осіб у віці 65 років та старших.
Цивільне працевлаштоване населення становило 207 осіб. Основні галузі зайнятості: освіта, охорона здоров'я та соціальна допомога — 29,5 %, публічна адміністрація — 15,5 %, виробництво — 10,6 %, роздрібна торгівля — 10,1 %.